# James Carter (athlétisme)
Pour les articles homonymes, voir James Carter et Carter.
James Carter, né le 7 mai 1978 à Baltimore, est un athlète américain spécialiste du 400 mètres haies. Il a remporté la médaille d'argent lors des Championnats du monde d'athlétisme 2005.

## Carrière sportive
James Carter est entrainé par l'ancien athlète spécialiste du 400 mètres Antonio Pettigrew. En 2000, il se qualifie pour les Jeux olympiques en se classant troisième des sélections olympiques américaines de Sacramento. Satisfait de cette performance, Carter se fait tatouer sur son épaule le symbole des anneaux olympiques. Cependant, il ne termine que quatrième de la finale olympique de Sydney remportée par son compatriote Angelo Taylor. 
Carter se qualifie pour les Jeux olympiques d'été de 2004 d'Athènes où il termine une nouvelle fois au pied du podium sur lequel ne figure aucun américain. La course est remportée par le dominicain Felix Sanchez. La même année, il termine deuxième de la Finale mondiale de l'athlétisme à Monaco. En 2005, il décroche sa première médaille lors d'un grand championnat. En effet, lors des mondiaux d'Helsinki, le  « hurdler américain » prend la deuxième place de la finale, devancé par son compatriote Bershawn Jackson de 13 centièmes de seconde. 
En 2007, il remporte la finale du 400 mètres haies des Championnats des États-Unis disputés à Indianapolis. Quelques mois plus tard, lors des Championnats du monde 2007 d'Osaka, James Carter subit un nouveau revers en ne terminant que quatrième de la finale. Il est devancé notamment par l'Américain Kerron Clement.

## Records
La meilleure performance sur 400 mètres haies de James Carter est de  47 s 43. Ce temps a été réalisé le 9 août 2005, en finale des Championnats du monde d'Helsinki, où il prit la deuxième place.

## Vie personnelle
James Carter a été frappé durant son enfance par la myasthénie, maladie neuromusculaire.

## Palmarès

### Championnats du monde
- Championnats du monde d'athlétisme 2005 à Helsinki :
  -  Médaille d'argent du 400 mètres haies